# Athlétisme aux Jeux du Commonwealth de 2022
Navigation
L'athlétisme est l'un des sports de base qui se tient aux Jeux du Commonwealth de 2022 à Birmingham, en Angleterre. En tant que sport fondateur, l'athlétisme est apparu régulièrement depuis son introduction de la Fête de l'Empire de 1911, le précurseur reconnu des Jeux du Commonwealth.
La compétition se déroule du 30 juillet au 7 août 2022, répartie sur 59 épreuves (dont 13 disciplines de para-athlétisme),.

## Calendrier
Au cours de la compétition, il y a eu 59 épreuves médaillées, y compris des disciplines handisport supplémentaires.
Le programme comprend une épreuve élargie pour les para-athlètes avec l'introduction du relais universel mixte 4 x 100 m. Cela fait du programme d'athlétisme de Birmingham le plus important, avec 59 épreuves, de l'histoire des Jeux.

## Site
Les épreuves d'athlétisme (y compris les deux marches) ont eu lieu au Alexander Stadium, qui est également le lieu choisi pour les cérémonies d'ouverture et de clôture. Les marathons se sont déroulés sur un parcours qui s'étend entre le centre-ville (en particulier Smithfield / Victoria Square) et Bournville,.

## Résultats

### Hommes
| Compétition           | Or                                                                                             | Argent                                                                                | Bronze                                                                               |
| --------------------- | ---------------------------------------------------------------------------------------------- | ------------------------------------------------------------------------------------- | ------------------------------------------------------------------------------------ |
| 100 mètres            | Ferdinand Omanyala (KEN) 10 s 02                                                               | Akani Simbine (RSA) 10 s 13                                                           | Yupun Abeykoon (SRI) 10 s 14                                                         |
| 200 mètres            | Jereem Richards (TRI) 19 s 80 GR, PB                                                           | Zharnel Hughes (ENG) 20 s 12 SB                                                       | Joseph Amoah (GHA) 20 s 49                                                           |
| 400 mètres            | Muzala Samukonga (ZAM) 44 s 66 PB                                                              | Matthew Hudson-Smith (ENG) 44 s 81                                                    | Jonathan Jones (BAR) 44 s 89                                                         |
| 800 mètres            | Wyclife Kinyamal (KEN) 1 min 47 s 52                                                           | Peter Bol (AUS) 1 min 47 s 66                                                         | Ben Pattison (ENG) 1 min 48 s 25                                                     |
| 1 500 mètres          | Oliver Hoare (AUS) 3 min 30 s 12 GR, PB                                                        | Timothy Cheruiyot (KEN) 3 min 30 s 21 SB                                              | Jake Wightman (SCO) 3 min 30 s 53                                                    |
| 5 000 mètres          | Jacob Kiplimo (UGA) 13 min 08 s 08 SB                                                          | Nicholas Kipkorir (KEN) 13 min 08 s 19                                                | Jacob Krop (KEN) 13 min 08 s 48                                                      |
| 10 000 mètres         | Jacob Kiplimo (UGA) 27 min 9 s 19 (GR, SB)                                                     | Daniel Simiu Ebenyo (KEN) 27 min 11 s 26 (SB)                                         | Kibiwott Kandie (KEN) 27 min 20 s 34 (SB)                                            |
| 110 mètres haies      | Rasheed Broadbell (JAM) 13 s 08 GR PB                                                          | Shane Brathwaite (BAR) 13 s 30 SB                                                     | Andrew Pozzi (ENG) 13 s 37                                                           |
| 400 mètres haies      | Kyron McMaster (IVB) 48 s 93                                                                   | Jaheel Hyde (JAM) 49 s 78                                                             | Alastair Chalmers (GGY) 49 s 97                                                      |
| 3 000 mètres steeple  | Abraham Kibiwot (KEN) 8 min 11 s 15                                                            | Avinash Sable (IND) 8 min 11 s 20 PB                                                  | Amos Serem (KEN) 8 min 16 s 83                                                       |
| Relais 4 x 100 mètres | Angleterre Jona Efoloko Zharnel Hughes Nethaneel Mitchell-Blake Ojie Edoburun 38 s 35 SB       | Trinité-et-Tobago Jerod Elcock Eric Harrison Jr. Kion Benjamin Kyle Greaux 38 s 70 SB | Nigeria Udodi Onwuzurike Favour Ashe Alaba Akintola Raymond Ekevwo 38 s 81           |
| Relais 4 x 400 mètres | Trinité-et-Tobago Dwight St. Hillaire Asa Guevara Machel Cedenio Jereem Richards 3 min 01 s 29 | Botswana Leungo Scotch Zibane Ngozi Anthony Pesela Bayapo Ndori 3 min 01 s 85         | Kenya Wiseman Mukhobe Mike Nyang'au William Rayian Boniface Mweresa 3 min 02 s 41 SB |
| Marathon              | Victor Kiplangat (UGA) 2 h 10 min 55 s                                                         | Alphonce Simbu (TAN) 2 h 12 min 29 s                                                  | Michael Mugo Githae (KEN) 2 h 13 min 16 s                                            |
| 10 kilomètres marche  | Evan Dunfee (CAN) 38 min 36 s 37 GR, PB                                                        | Declan Tingay (AUS) 38 min 42 s 33 PB                                                 | Sandeep Kumar (IND) 38 min 49 s 21 PB                                                |
| Saut en hauteur       | Hamish Kerr (NZL) 2,25 m                                                                       | Brandon Starc (AUS) 2,25 m                                                            | Tejaswin Shankar (IND) 2,22 m                                                        |
| Saut à la perche      | Kurtis Marschall (AUS) 5.70 m                                                                  | Adam Hague (ENG) 5.55 m =SB                                                           | Harry Coppell (ENG) 5.50 m                                                           |
| Saut en longueur      | LaQuan Nairn (BAH) 8.08 m                                                                      | Murali Sreeshankar (IND) 8.08 m                                                       | Jovan van Vuuren (RSA) 8.06 m                                                        |
| Triple saut           | Eldhose Paul (IND) 17.03 m                                                                     | Abdulla Aboobacker (IND) 17.02 m                                                      | Jah-Nhai Perinchief (BER) 16.92 m                                                    |
| Lancer du poids       | Tomas Walsh (NZL) 22.26 m                                                                      | Jacko Gill (NZL) 21.90 m PB                                                           | Scott Lincoln (ENG) 20.57 m                                                          |
| Lancer du disque      | Matthew Denny (AUS) 67.26 m PB                                                                 | Lawrence Okoye (ENG) 64.99 m                                                          | Traves Smikle (JAM) 64.58 m                                                          |
| Lancer du marteau     | Nick Miller (ENG) 76.43                                                                        | Ethan Katzberg (CAN) 76.36                                                            | Alexandros Poursanidis (CYP) 73.97                                                   |
| Lancer du javelot     | Arshad Nadeem (PAK) 90.18 GR, PB                                                               | Anderson Peters (GRN) 88.64                                                           | Julius Yego (KEN) 85.70 SB                                                           |
| Décathlon             | Lindon Victor (GRN) 8233 pts                                                                   | Daniel Golubovic (AUS) 8197 pts SB                                                    | Cedric Dubler (AUS) 8030 pts                                                         |

### Femmes
| Compétition           | Or                                                                                    | Argent                                                                                | Bronze                                                                    |
| --------------------- | ------------------------------------------------------------------------------------- | ------------------------------------------------------------------------------------- | ------------------------------------------------------------------------- |
| 100 mètres            | Elaine Thompson-Herah (JAM) 10 s 95                                                   | Julien Alfred (LCA) 11 s 01                                                           | Daryll Neita (ENG) 11 s 07                                                |
| 200 mètres            | Elaine Thompson-Herah (JAM) 22 s 02 GR                                                | Favour Ofili (NGA) 22 s 51                                                            | Christine Mboma (NAM) 22 s 80                                             |
| 400 mètres            | Sada Williams (BAR) 49 s 90 GR                                                        | Victoria Ohuruogu (ENG) 50 s 72 PB                                                    | Jodie Williams (ENG) 51 s 26 SB                                           |
| 800 mètres            | Mary Moraa (KEN) 1 min 57 s 07                                                        | Keely Hodgkinson (ENG) 1 min 57 s 40                                                  | Laura Muir (SCO) 1 min 57 s 87 SB                                         |
| 1 500 mètres          | Laura Muir (SCO) 4 min 02 s 75                                                        | Ciara Mageean (NIR) 4 min 04 s 14 SB                                                  | Abbey Caldwell (AUS) 4 min 04 s 79                                        |
| 5 000 mètres          | Beatrice Chebet (KEN) 14 min 38 s 21 SB                                               | Eilish McColgan (SCO) 14 min 42 s 14 SB                                               | Selah Busieni (KEN) 14 min 48 s 24 PB                                     |
| 10 000 mètres         | Eilish McColgan (SCO) 30 min 48 s 60 (GR)                                             | Irene Cheptai (KEN) 30 min 49 s 52 (SB)                                               | Sheila Chepkirui (KEN) 31 min 9 s 46 (SB)                                 |
| 100 mètres haies      | Tobi Amusan (NGA) 12 s 30 GR                                                          | Devynne Charlton (BAH) 12 s 58                                                        | Cindy Sember (ENG) 12 s 59                                                |
| 400 mètres haies      | Janieve Russell (JAM) 54 s 14                                                         | Shiann Salmon (JAM) 54 s 47                                                           | Zenéy van der Walt (RSA) 54 s 47 PB                                       |
| 3 000 mètres steeple  | Jackline Chepkoech (KEN) 9 min 15 s 68 GR, PB                                         | Elizabeth Bird (ENG) 9 min 17 s 79 PB                                                 | Peruth Chemutai (UGA) 9 min 23 s 24                                       |
| Relais 4 x 100 mètres | Angleterre Asha Philip Imani-Lara Lansiquot Bianca Williams Daryll Neita 42 s 41 SB   | Jamaïque Kemba Nelson Natalliah Whyte Remona Burchell Elaine Thompson-Herah 43 s 08   | Australie Ella Connolly Bree Masters Jacinta Beecher Naa Anang            |
| Relais 4 x 400 mètres | Canada Natassha McDonald Aiyanna Stiverne Micha Powell Kyra Constantine 3 min 25 s 84 | Jamaïque Shiann Salmon Junelle Bromfield Roneisha McGregor Natoya Goule 3 min 26 s 93 | Écosse Zoey Clark Beth Dobbin Jill Cherry Nicole Yeargin 3 min 30 s 15 SB |
| Marathon              | Jessica Stenson (AUS) 2 h 27 min 31 s (SB)                                            | Margaret Muriuki (KEN) 2 h 28 min 0 s (PB)                                            | Helalia Johannes (NAM) 2 h 28 min 39 s (SB)                               |
| 10 kilomètres marche  | Jemima Montag (AUS) 42 min 34 s 30 GR, PB                                             | Priyanka Goswami (IND) 43 min 38 s 83 PB                                              | Emily Wamusyi Ngii (KEN) 43 min 50 s 86 AR, PB                            |
| Saut en hauteur       | Lamara Distin (JAM) 1.95 m                                                            | Eleanor Patterson (AUS) 1.92 m                                                        | Kimberly Williamson (JAM) 1.92 m                                          |
| Saut à la perche      | Nina Kennedy (AUS) 4,60 m                                                             | Molly Caudery (ENG) 4,45 m                                                            | Imogen Ayris (NZL) 4,45 m (SB)                                            |
| Saut en longueur      | Ese Brume (NGA) 7.00 m GR                                                             | Brooke Buschkuehl (AUS) 6.95 m                                                        | Deborah Acquah (GHA) 6.94 m PB                                            |
| Triple saut           | Shanieka Ricketts (JAM) 14.94 m GR, SB                                                | Thea LaFond (DMA) 14.39 m                                                             | Naomi Metzger (ENG) 14.37 m                                               |
| Lancer du poids       | Sarah Mitton (CAN) 19,03 m                                                            | Danniel Thomas-Dodd (JAM) 18,98 m                                                     | Madison-Lee Wesche (NZL) 18,84 m                                          |
| Lancer du disque      | Chioma Onyekwere (NGA) 61,70 m (SB)                                                   | Jade Lally (ENG) 58,42 m                                                              | Obiageri Amaechi (NGA) 56,99 m                                            |
| Lancer du marteau     | Camryn Rogers (CAN) 74.08 m                                                           | Julia Ratcliffe (NZL) 69.63 m                                                         | Jillian Weir (CAN) 67.35 m                                                |
| Lancer du javelot     | Kelsey-Lee Barber (AUS) 64.34 m                                                       | Mackenzie Little (AUS) 64.27 m PB                                                     | Annu Rani (IND) 60.00 m                                                   |
| Heptathlon            | Katarina Johnson-Thompson (ENG) 6377 pts SB                                           | Kate O'Connor (NIR) 6233 pts SB                                                       | Jade O'Dowda (ENG) 6212 pts                                               |

## Épreuves handisport

### Hommes
| Compétition                    | Or                                                    | Argent                                | Bronze                             |
| ------------------------------ | ----------------------------------------------------- | ------------------------------------- | ---------------------------------- |
| 100 mètres (T12) détails       | Ndodomzi Ntutu (RSA) 10 s 83                          | Zachary Shaw (ENG) 10 s 90            | Ananias Shikongo (NAM) 10 s 95     |
| 100 mètres (T38) détails       | Evan O'Hanlon (AUS) 11 s 24 GR SB                     | Charl du Toit (RSA) 11 s 54 SB        | Zachary Gingras (CAN) 11 s 65      |
| 100 mètres (T47) détails       | Emmanuel Temitayo Oyinbo-Coker (ENG) 10 s 94 (GR, PB) | Jaydon Page (AUS) 11 s 10             | Ola Abidogun (ENG) 11 s 13 (SB)    |
| 1 500 mètres (T54) détails     | Nathan Maguire (ENG) 1 min 41 s 15                    | Daniel Sidbury (ENG) 1 min 45 s 49 SB | Samuel Carter (AUS) 1 min 45 s 49  |
| Marathon (T54) détails         | John Charles Smith (ENG) 1 h 41 min 15 s              | Sean Frame (SCO) 1 h 45 min 49 s (SB) | Simon Lawson (ENG) 1 h 45 min 59 s |
| Lancer du disque (F64) détails | Aled Davies (WAL) 51,39 m (GR)                        | Palitha Bandara (SRI) 44,20 m (PB)    | Harrison Walsh (WAL) 54,76 m (GR)  |

### Femmes
| Compétition                    | Or                                     | Argent                                   | Bronze                            |
| ------------------------------ | -------------------------------------- | ---------------------------------------- | --------------------------------- |
| 100 mètres (T34) détails       | Hannah Cockroft (ENG) 16.84 (GR)       | Kare Adenegan (ENG) 17.79                | Fabienne André (ENG) 19.58        |
| 100 mètres (T38) détails       | Olivia Breen (WAL) 12.83               | Sophie Hahn (ENG) 13.09                  | 13.13                             |
| 1 500 mètres (T54) détails     | Madison de Rozario (AUS) :53.03        | Angela Ballard (AUS) 3:53.30             | Samantha Kinghorn (SCO) 3:53.38   |
| Marathon (T54) détails         | Madison de Rozario 1 h 56 min 0 s (GR) | Eden Rainbow-Cooper 1 h 59 min 45 s (PB) | Shelly Oxley-Woods 2 h 3 min 39 s |
| Lancer du disque (F64) détails | Goodness Nwachukwu (NGA) 36.56 m (WR)  | Sarah Edmiston (AUS) 34.96 m             | Naibili Vatunisolo (FIJ) 23.70 m  |
| Lancer du poids (F57) détails  | Eucharia Iyiazi (NGA) 10.03 (GR)       | Arlette Mawe Fokoa (CMR) 9.38            | Ugochi Alam (NGA) 9.30            |

## Légende
Records et Performances
- AR : Record continental (area record)
- CR : Record des championnats (championship record)
- MR : Record du meeting (meet record)
- NR : Record national (national record)
- OR : Record olympique (olympic record)
- PR : Record paralympique (paralympic record)
- PB : Record personnel (personal best)
- SB : Meilleure performance personnelle de la saison (season's best)
- WL : Meilleure performance mondiale de l'année (world leader)
- WJR : Record du monde junior (world junior record)
- WR : Record du monde (world record)

Circonstances et Conditions
- DNF : N'a pas terminé (did not finish)
- DNS : N'a pas pris le départ (did not start)
- DQ : Disqualification (disqualification)
- NM : Aucun essai valable enregistré (No Mark)
- Q : Qualifié « directement » au prochain tour (ou à la prochaine compétition), lors d'une compétition majeure, grâce au classement ou à la réalisation des minima (automatic qualifier)
- q : Qualifié au prochain tour (ou à la prochaine compétition), lors d'une compétition majeure, grâce au repêchage ou à la réalisation de l'une des meilleures performances parmi celles des « non qualifiés directement » (grâce au meilleur temps ou à la meilleure distance par exemple) (secondary qualifier)